# 9769 Nautilus
9769 Nautilus (1993 DG2) là một tiểu hành tinh vành đai chính được phát hiện ngày 24 tháng 2 năm 1993 bởi A. Natori và T. Urata ở Trạm quan sát JCPM Yakiimo.